# Patsoani
Patsoani är en kulle i Komorerna.   Den ligger i distriktet Anjouan, i den centrala delen av landet, 150 km sydost om huvudstaden Moroni. Toppen på Patsoani är 529 meter över havet. Patsoani ligger på ön Anjouan.
Terrängen runt Patsoani är kuperad åt sydost, men åt nordväst är den bergig. Havet är nära Patsoani åt sydost.  Närmaste större samhälle är Mrémani, 2,6 km norr om Patsoani. 